# Milivoje Mijović
Milivoje Mijović (cyr. Миливоје Мијовић; ur. 18 grudnia 1991 w Belgradzie) – serbski koszykarz występujący na pozycji silnego skrzydłowego, obecnie zawodnik MKS-u Dąbrowa Górnicza.
26 czerwca 2019 dołączył do GTK Gliwice.
17 listopada 2020 został zawodnikiem MKS-u Dąbrowa Górnicza. 10 maja 2021 zawarł kolejną umowę z klubem.

## Osiągnięcia
Stan na 18 listopada 2020, na podstawie, o ile nie zaznaczono inaczej.
Drużynowe
- Mistrz:
  - Słowacji (2018)
  - II ligi serbskiej (2011)
- Wicemistrz:
  - pucharu Alpe Adria (2018)
  - Bułgarii (2019)
- Zdobywca pucharu Bułgarii (2019)

Indywidualne
(* – nagrody przyznane przez portal eurobasket.com)
- MVP*:
  - ligi:
    - słowackiej (2018)
    - bałkańskiej (2017)

  - finałów ligi słowackiej (2018)
  - kolejki ligi słoweńskiej (3 rundy play-off – 2013/2014, 17 – 2015/2016)
- Skrzydłowy roku ligi*:
  - bałkańskiej (2017)
  - macedońskiej (2017)
  - ligi słowackiej (2018)
- Zaliczony do I składu ligi*:
  -     - bałkańskiej (2017)
    - macedońskiej (2017)
    - słowackiej (2018)